# Ramat Aviv
Ramat Aviv (La colline du printemps) est un quartier de Tel Aviv situé au nord-est de la ville.
On trouve à sa périphérie l'Université de Tel Aviv, deux grands musées que sont le Musée Eretz Israël ainsi que le Bet Hatfoutsot (ou Musée Nahum Goldmann de la Diaspora juive), l'aéroport de Tel Aviv pour les vols intérieurs (Aéroport Sde Dov), la station électrique Reading, quelques studios d'art, l'Exhibition Grounds et le grand Parc du Yarkon.
Et le nouveau musée d’Israël qui a fêté ses 1 an en janvier.
Ramat Aviv est divisée en 3 zones :
- Ramat Aviv Aleph, Ha'yeruka (la Verte)
- Ramat Aviv Beth, Neve Avivim, qui se poursuit à l'est par Ramat Aviv Ha'hadasha ("la Nouvelle Ramat Aviv" de construction récente)
- Ramat Aviv Guimmel, qui se poursuit à l'ouest par Ramat Aviv Afeqa, ou Ezorei 'Hen ("Les zones de Hanna Neheman")